# Ajchał
Ajchał (ros. Айхал) – osiedle typu miejskiego w azjatyckiej części Rosji (Jakucja) w ułusie mirnińskim.
Leży na Płaskowyżu Wilujskim, ok. 400 km na południowy zachód od Mirnego; 16 tys. mieszkańców (2005). Ośrodek regionu wydobycia diamentów; lotnisko.
Osiedle założone w 1962 r. po odkryciu komina kimberlitowego z dużą zawartością diamentów. Komin ten nazwano Ajchał, co w języku jakuckim oznacza "sława". W sierpniu 1978 r. w okolicach osiedla (ok. 50 km na wschód) przeprowadzono podziemny wybuch jądrowy o sile 19 kiloton na głębokości 577 m. Przebieg wymknął się spod kontroli, było kilkadziesiąt ofiar śmiertelnych.